# التون رودریگز برندائو
التون رودریگز برندائو (به پرتغالی: Elton Rodrigues Brandão) مهاجم اهل برزیل است که در شهر Iramaia و در تاریخ ۱ اوت ۱۹۸۵ به دنیا آمده‌است.
التون رودریگز برندائو در تیم‌های فوتبال Iraty سابقهٔ حضور دارد.